# Baletní střevíčky
Baletní střevíčky je britský televizní film, natočený podle stejnojmenného románu Noel Streatfeildové, ve kterém se učí Laura Vreninghtonnová alias Emma Watsonová tancovat.